# Jaroslav Walter
Jaroslav Walter, češki hokejist, * 6. januar 1939, Sobědraž, Jihočeský, Češka, † 20. junij 2014.
Walter je kariero začel pri klubu Sokol Čimelice, prestopil v HC Litvínov, vojaški rok služil pri klubu Dukla Jihlava, se leta 1960 vrnil v Litvínov, kariero pa končal leta 1968 pri klubu Slovan Bratislava.
Za češkoslovaško reprezentanco je nastopil na Olimpijskih igrah 1964, kjer je bil dobitnik bronaste medalje, ter Svetovnem prvenstvu 1963, kjer je bil prav tako dobitnik bronaste medalje. Skupno je za reprezentanco odigral 28 tekem.
Trenersko karieri je začel kot postal pomočnik trenerja v klubu Slovan Bratislava, leta 1982 je prevzel mesto glavnega trenerja. Treniral je tudi kluba Dukla Jihlava in nemški EC Deilinghofen, med letoma 1991 in 1992 je bil pomočnik selektorja v češkoslovaški reprezentanci.